# انتخابات الرئاسة المنغولية 2005
انتخابات الرئاسة المنغولية 2005 هي انتخابات رئاسية جرت في 22 مايو 2005، في منغوليا، لانتخاب رئيس منغوليا.
فاز بالانتخابات نامبارين انخبايار.